# Шумаки
Шумаки́ — деревня в Коркинском районе Челябинской области. Входит в состав Первомайского городского поселения.

## География
Деревня расположена на берегу озера Саксан. Ближайший населённый пункт: посёлок Саксан.

## Население
| 2002 | 2010 |
| ---- | ---- |
| 510  | ↘445 |

По данным Всероссийской переписи, в 2010 году численность населения деревни составляла 445 человек (224 мужчины и 221 женщина).

## Улицы
Уличная сеть деревни состоит из 6 улиц и 3 переулков.